# Хамді Фатхі
Хамді Фатхі Абдельхалім (араб. حمدي فتحي عبد الحليم, нар. 1 січня 1994, Бухейра) — єгипетський футболіст, півзахисник клубу «Аль-Аглі» і національної збірної Єгипту.

## Клубна кар'єра
Народився 1 січня 1994 року в Бухейрі. Вихованець футбольної школи клубу «Даманхур». Дорослу футбольну кар'єру розпочав 2014 року в основній команді того ж клубу, в якій провів один сезон, взявши участь у 31 матчі чемпіонату.
Згодом по сезону провів за «ЕНППІ Клуб» та «Петроджет», після чого ще на півтора роки повертався до «ЕНППІ».
До складу каїрського «Аль-Аглі» приєднався 2019 року.

## Виступи за збірну
2019 року дебютував в офіційних матчах у складі національної збірної Єгипту.
У складі збірної був учасником Кубка африканських націй 2021, що проходив на початку 2022 року в Камеруні, де був гравцем основного складу команди і здобув у її складі «срібло» континентальної першості.
| Дата       | Місто       | Господарі    | Результат               | Гості    | Турнір                                                | Голи | Примітки |
| ---------- | ----------- | ------------ | ----------------------- | -------- | ----------------------------------------------------- | ---- | -------- |
| 14-10-2019 | Александрія | Єгипет       | 1 – 0                   | Ботсвана | товариський матч                                      | 1    | 53'      |
| 7-11-2019  | Александрія | Єгипет       | 1 – 0                   | Ліберія  | товариський матч                                      | 1    | 53'      |
| 17-11-2020 | Ломе        | Того         | 1 – 3                   | Єгипет   | Відбір до Кубка африканських націй 2021               | -    |          |
| 25-3-2021  | Найробі     | Кенія        | 1 – 1                   | Єгипет   | Відбір до Кубка африканських націй 2021               | -    | 72'      |
| 1-9-2021   | Каїр        | Єгипет       | 1 – 0                   | Ангола   | Відбір до ЧС 2022                                     | -    | 90+1'    |
| 5-9-2021   | Франсвіль   | Габон        | 1 – 1                   | Єгипет   | Відбір до ЧС 2022                                     | -    | 77'      |
| 30-9-2021  | Александрія | Єгипет       | 2 – 0                   | Ліберія  | товариський матч                                      | -    | 77'      |
| 8-10-2021  | Александрія | Єгипет       | 1 – 0                   | Лівія    | Відбір до ЧС 2022                                     | -    | 90+2'    |
| 11-10-2021 | Бенгазі     | Лівія        | 0 – 3                   | Єгипет   | Відбір до ЧС 2022                                     | -    | 64'      |
| 12-11-2021 | Луанда      | Ангола       | 2 – 2                   | Єгипет   | Відбір до ЧС 2022                                     | -    | 46'      |
| 16-11-2021 | Александрія | Єгипет       | 2 – 1                   | Габон    | Відбір до ЧС 2022                                     | -    |          |
| 1-12-2021  | Доха        | Єгипет       | 1 – 0                   | Ліван    | Кубок арабських націй з футболу 2021 - 1-й етап       | -    | 38'      |
| 7-12-2021  | Ель-Вакра   | Алжир        | 1 – 1                   | Єгипет   | Кубок арабських націй з футболу 2021 - 1-й етап       | -    | 39'      |
| 11-12-2021 | Ель-Вакра   | Єгипет       | 3 – 1 д.ч.              | Йорданія | Кубок арабських націй з футболу 2021 - чвертьфінал    | -    | 72'      |
| 15-12-2021 | Доха        | Туніс        | 1 – 0                   | Єгипет   | Кубок арабських націй з футболу 2021 - півфінал       | -    | 80'      |
| 18-12-2021 | Доха        | Єгипет       | 0 – 0 д.ч. (4 – 5 п.п.) | Катар    | Кубок арабських націй з футболу 2021 - Фінал 3° posto | -    | 91'      |
| 11-1-2022  | Гаруа       | Нігерія      | 1 – 0                   | Єгипет   | Кубок африканських націй 2021 - 1-й етап              | -    |          |
| 15-1-2022  | Гаруа       | Гвінея-Бісау | 0 – 1                   | Єгипет   | Кубок африканських націй 2021 - 1-й етап              | -    | 78'      |
| 19-1-2022  | Яунде       | Єгипет       | 1 – 0                   | Судан    | Кубок африканських націй 2021 - 1-й етап              | -    | 84'      |
| 26-1-2022  | Дуала       | Кот-д'Івуар  | 0 – 0 д.ч. (4 – 5 п.п.) | Єгипет   | Кубок африканських націй 2021 - 1/8 фіналу            | -    | 84'      |
| 3-2-2022   | Яунде       | Камерун      | 0 – 0 д.ч. (1 – 3 п.п.) | Єгипет   | Кубок африканських націй 2021 - півфінал              | -    |          |
| 6-2-2022   | Яунде       | Сенегал      | 0 – 0 д.ч. (4 – 2 п.п.) | Єгипет   | Кубок африканських націй 2021 - Фінал                 | -    | 37' 99'  |
| Усього     |             | Матчів       | 22                      |          | Голів                                                 | 2    |          |

## Титули і досягнення
- Чемпіон Єгипту (2):

«Аль-Аглі»: 2018-2019, 2019-2020
- Володар Кубка Єгипту (2):

«Аль-Аглі»: 2019-2020, 2021-2022
- Володар Суперкубка Єгипту (3):

«Аль-Аглі»: 2018, 2021, 2022
- Переможець Ліги чемпіонів КАФ (3):

«Аль-Аглі»: 2019-2020, 2020-2021, 2022-2023
- Володар Суперкубка КАФ (2):

«Аль-Аглі»: 2020, 2021
- Володар Кубка наслідного принца Катару (1):

«Аль-Вакра»: 2024
- Срібний призер Кубка африканських націй: 2021